# Anaí López
Anaí López es una escritora, cineasta y guionista mexicana reconocida por el libro Quiéreme cinco minutos, novela no autobiográfica dirigida a adolescentes y jóvenes adultos, que narra los conflictos emocionales y sociales de Elena Balboa en la secundaria y en la preparatoria.

## Trayectoria
Comenzó a escribir en los programas de televisión de Canal Once, Bizbirije y El Diván de Valentina. Posteriormente estudió una maestría de guion de cine y de televisión en Madrid, y tiempo después se dedicó a la publicidad en Barcelona. A su regreso a México continuó escribiendo programas para niños y adultos, hasta estar a cargo de varias series de televisión como XY, Marcos, Bienvenida Realidad e Infames. Escribió las películas: Los fabulosos siete y "Sin hijos

## Obra
- Quiéreme bien - (2013)
- Mal acompañadas - (2013)
- Quiéreme si te atreves - (2012)
- Quiéreme cinco minutos - (2010)[4]
- En el viaje - (2019)